# AltspaceVR
AltspaceVR es una compañía de software ubicada en Redwood City, California, Estados Unidos. Fue fundada en el año 2013 y empezó a comercializar sus productos a inicios de mayo del 2015.
AltspaceVR tiene el propósito de desarrollar aplicaciones o programas relacionados con la realidad virtual, permitiendo expandirse realizando varios proyectos como platicar con diferentes amigos, visualizar vídeos, jugar videojuegos, buscar fuentes en internet, etc. Sus primeros proyectos fueron en el uso de los avatares de Xbox en los cuales los usuarios imitan su lenguaje corporal utilizando el Kinect. A partir del año 2015, el software seguía con el seguimiento ocular, pero no estaba disponible en la mayoría de los auriculares en formato freemium, donde el software básico se entrega de manera gratuita, permitiendo tener un negocio para cobrar más avanzado.
En 31 de marzo de 2016, AltspaceVR lanzaría su primer producto AltspaceVR — The Social VR App, un videojuego de realidad virtual con el objetivo de comunicarse con otras personas del planeta.
En octubre del año 2017, Microsoft adquiere la compañía.